# The Voca People
The Voca People (em hebraico:  ווקה פיפל) é um grupo musical israelense que realiza teatro vocal com uma fusão de a cappella e beatbox para reproduzir os sons de uma orquestra inteira.
O grupo já realizou apresentações na Espanha, Estados Unidos, Hungria, Itália, França, Inglaterra, Israel, Portugal, Brasil e muitos outros países. Eles incorporam o público em suas músicas e mudam ou adicionam partes dependendo do país em que estão (por exemplo, se estivessem na Espanha, tocariam músicas em espanhol e incorporariam o público espanhol em suas apresentações).

## História
Os criadores, Lior Kalfon e Shai Fishman, imaginaram um grupo de cantores vestidos completamente de branco com lábios vermelhos. O Povo Voca afirma vir do Planeta Voca (em algum lugar atrás do sol), onde toda a comunicação é baseada na música e nas expressões vocais. Eles flutuam no espaço em sua nave, que não é movida por nada mais do que música, e chegaram à Terra que tem um grande repertório de música. Seu lema é: "A vida é música e a música é vida."
Na Itália, eles se tornaram famosos por meio de um clipe publicado no YouTube, que teve mais de 15 milhões de acessos em menos de um ano, e uma série de aparições na televisão.[carece de fontes?]
O Voca People às vezes se mistura com a multidão, cantando, improvisando e brincando com os transeuntes. Sua aparência e desempenho foram comparados ao Blue Man Group.
Em 2010, trouxeram seu show para a Itália com apresentações em Roma, Bari, Milão, Florença, Pádua, Nápoles e Turim. Eles voltaram ao país europeu em fevereiro de 2011, em Aosta.
Eles se apresentaram durante a cerimônia de encerramento do 18º Festival Internacional de Cinema de Xangai em junho de 2015, em Xangai, China, e também durante a cerimônia de abertura da 64ª edição do Festival Eurovisão da Canção, realizado em Tel Aviv, em 2019.

## Membros
- Beat On: Chen Zimerman / Ran Cimer / Mark Martin / Sidi Moussa
- Scratcher: Isato Boyko / Ofir Tal / Tiago Grade / Paul Vignes (Polo)
- Tubas: Idan Shemii / Bryant Charles Vance / Alon Sharr / Eyal Edelman / Shimon Smith / Arnaud Leonard / Vandson Paiva
- Tenor: Ido Fermon / Almog Kapach / Ashot Gasparian / Omer Shàish / Chris Dilley / Nick Anastasia / Gaëtan Borg
- Alto: Inbar Yochananof / Meital Segal / Laura Dadap / Adi Kozlovsky / Maya Pennington / Vered Avidan / Magali Bonfils
- Mezzo: Nofar Cohen / Maayan Bukris / Sapir Braier / Vered Sasportas / Emily Drennan / Bar Klein / Sharon Laloum
- Barítono: Dor Kaminka / Barak Tamam / Uri Elkayam / Jacob Schneider / Oded Goldstein / Tony Bastian
- Soprano: Nitzan Ofir / Ganit Simovitz / Michelle Green / Christine Paterson / Chelsey Keding / Liran Saporta Barel / Cécilia Cara

## Discografia
- Life Is Music - 2012